# Belvoir
Křižácký hrad Belvoir [vyslov belvoá] se nachází na planině Ramot Isachar, respektive na jeho podčásti zvané Ramat Kochav, 20 kilometrů jižně od Galilejského jezera. Na východě se terén propadá o cca 500 metrů do údolí Jordánu (respektive do Bejtše'anského údolí jako jeho podčásti). V dobách křížových výprav byl hrad součást feudálního panství francouzského rodu Velos, který sídlil v Tiberiasu.

## Název
V hebrejštině יפה נוף וכוכב הרוחות Kochav ha-Jarden znamenající „Hvězda Jordánu“, která střeží Kochav - židovskou vesnici existující v dobách římské a byzantské nadvlády. Muslimové místo nazývají Kaukab al-Hawa - „Hvězda větrů“, symbolizující silné větry na vrcholu kopce.

## Historie

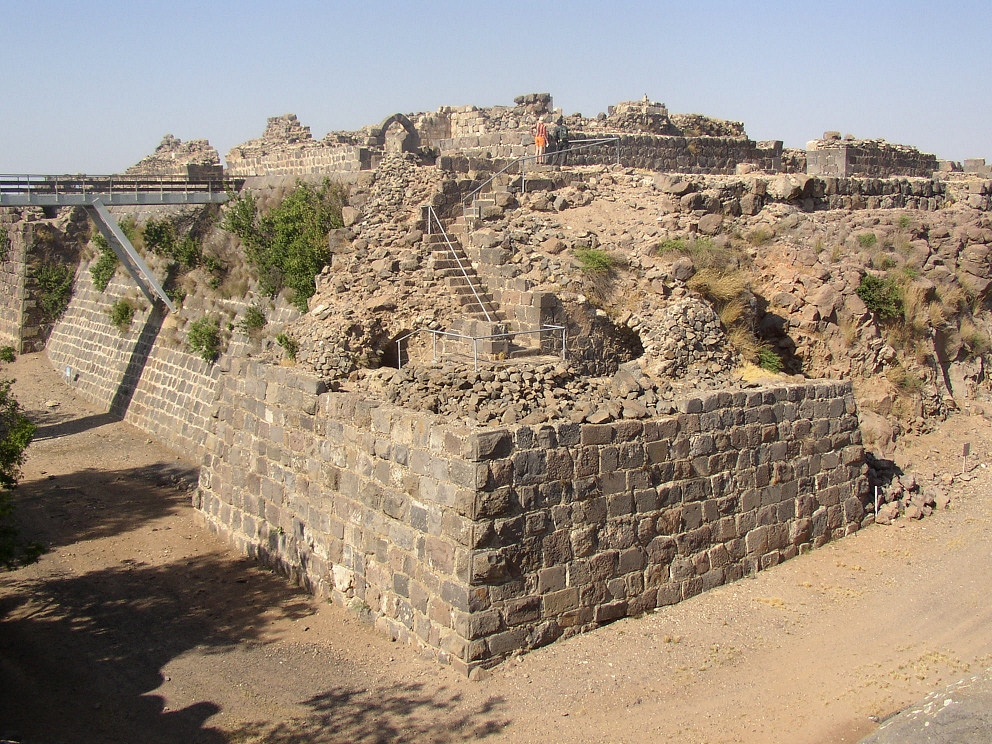
Belvoir, pohled z jihozápadu

Velosové do té doby malou venkovskou opevněnou usedlost v roce 1168 prodali Řádu Johanitů a noví majitelé zde poté vybudovali koncentrický hrad. Hrad byl velmi symetrický s pravoúhlými vnějšími zdmi, posílenými čtverhranými věžemi v rozích na každé straně. Klenby na vnitřních stranách obou zdí poskytovaly prostory pro skladiště a úkryt během nepřátelského ostřelování.
Pevnost Belvoir sloužila jako významná překážka muslimskému postupu do křižáckého jeruzalémského království z východu. V roce 1180 odolal útoku tureckých vojsk.
Během sérií Saladinových vítězství nad křižáky po bitvě u Hattínu byl i hrad Belvoir obležen muslimskou armádou. Obléhání se vleklo rok a půl, až do 5. ledna 1189, kdy posádka kapitulovala.
Opevnění hradu bylo v letech 1217 až 1218 rozbouráno muslimskými vítězi, kteří se obávali znovudobytí pevnosti křižáky. V roce 1240 byl hrad Belvoir na základě dohody postoupen křižákům, ale nedostatek peněz jim nedovoloval vybudovat opevnění zpět a pevnost se tak v krátké době dostala znova pod vládu muslimů.
Zásobování hradu vodou umožňovaly dvě cisterny. První cisterna s valenou klenbou se nacházela ve vnitřním parkánu u východní parkánové hradby. Menší cisterna byla umístěna v severozápadním nároží vnitřního nádvoří.

## Galerie

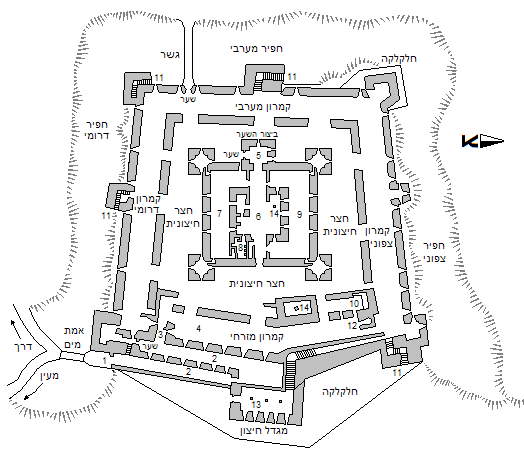
Plán pevnosti
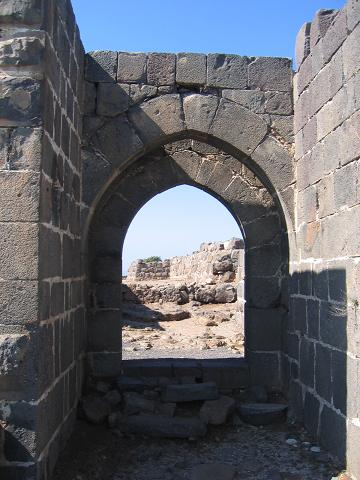
Vnitřní brána
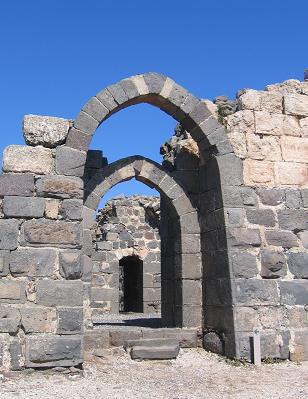
Hlavní brána do věže
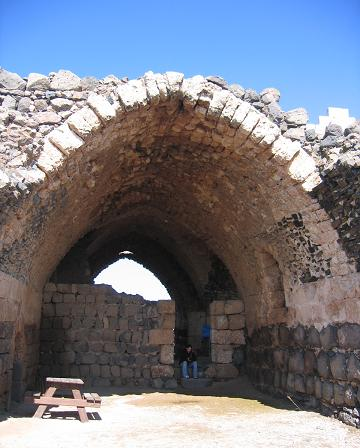
Velká síň v hradu Belvoir
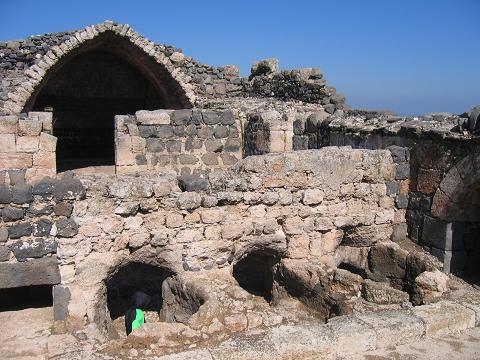
Hradní kuchyně
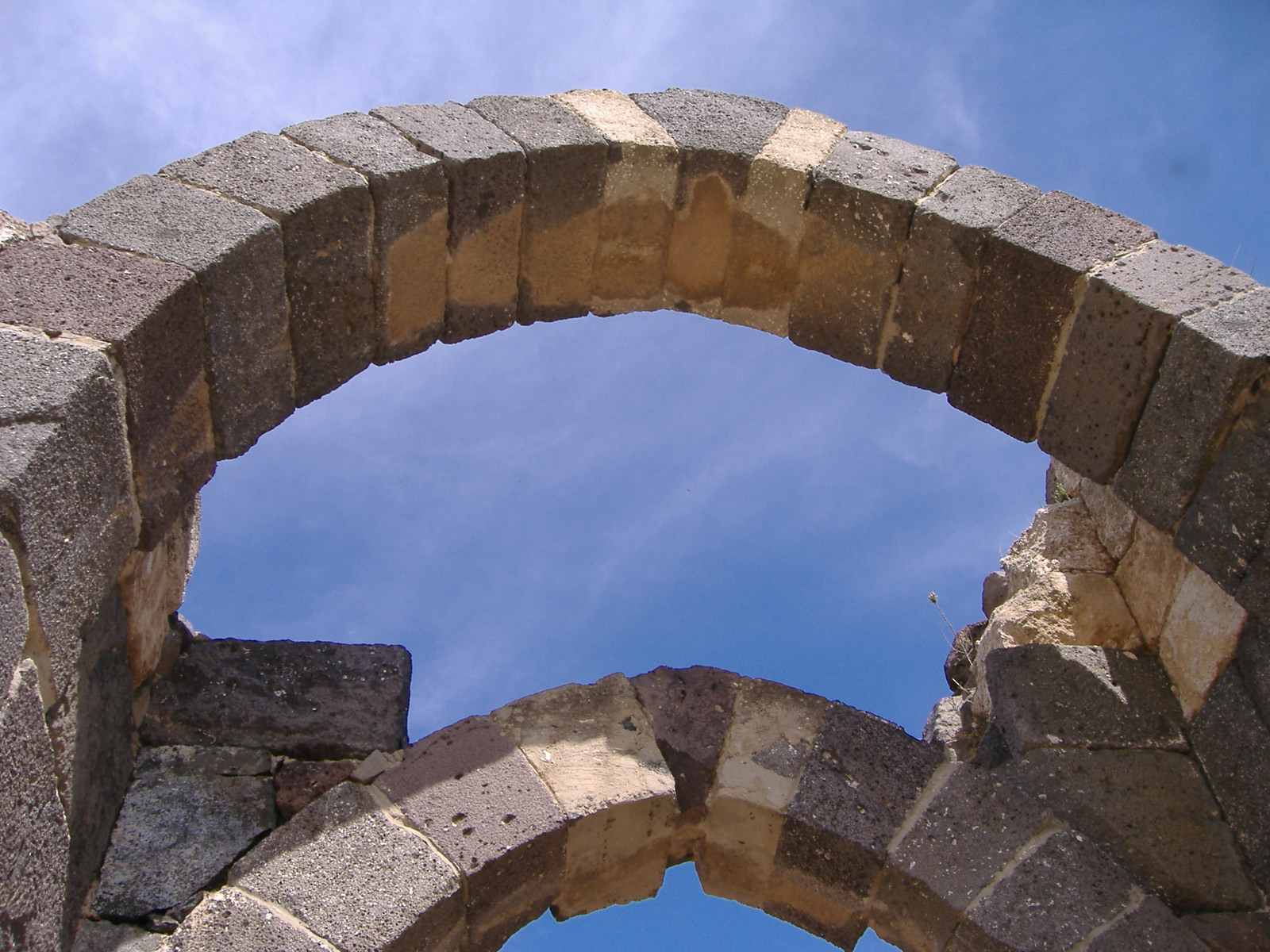
Zříceniny hradu Belvoir